# Mira que eres linda
Mira que eres linda es un bolero compuesto en la década de 1930, por el compositor cubano Julio Brito 

## Temática
"Mira que eres linda" es una canción sobre una mujer de singular belleza. El autor va describiéndola poco a poco, empleando para ello evocadoras imágenes.[cita requerida]

## Historia
En España, se dio a conocer en 1949 en la voz de Antonio Machín, cantante de origen cubano que gozó de gran popularidad en las décadas de 1930 y 1940, pero también ha sido grabado por otros grandes intérpretes como Pedro Vargas o Raphael.
La época en la que Julio Brito compuso “Mira que eres linda”, coincidió en el tiempo con el auge de la radio.
Este bolero alcanzó éxito tanto local como internacionalmente. Ha sido grabado en varias generaciónes por distintos artistas musicales en varios países.

## Versiones
Algunos artistas que han grabado versiones de este bolero de Julio Brito:
- Antonio Machín (Compañía del Gramófono Odeon - 1947)
- Pedro Vargas (RCA Victor - 1948)
- Benny Moré (Columbia Records - 1948)
- Antonio "El Chaqueta" (Columbia Records - 1951)
- Henri Rossotti et son Orchestre Tropical - "Qu'elle Était Jolie" (I.L.D - 1951)
- Conjunto Casino (RCA Victor - 1955)
- Franco e i G 5 - "Bocca Troppo Bella" (Columbia - 1957)
- Alfredo Sadel (Sonus - 1959)
- Van Wood Quartet - "Bocca Troppo Bella" (Fonit - 1960)
- Pepe Reyes (Odeon - 1965)
- Luc Barreto (Belter - 1971)
- Emilio "El Moro" (Discophon - 1972)
- Ñico Membiela (Laza - 1976)
- Dandy Beltrán y su Combo (E&G Productions - 1977)
- Las Hermanas Mendoza (Dial Discos, S.A. - 1978)
- Pequeña Compañía (Movieplay - 1979)
- Luis Lucena (Belter - 1980)
- Trio Alma de America (CBS -1980)
- Armando Pico (Omoa - 1987)
- Oscar D'León (Universal Music Group - 1991)
- Los Albas (Marina Music Publishing SLU -  2002)
- Roberto Ledesma (Disco Hit Productions - 2004)
- Raphael (Sony Music - 2010)
- John Pazos and his Bolero Orchestra (YOYO USA, Inc. - 2011)
- Virginia Maestro (Industrias Bala - 2018)
- Carlos Sadness (Sony Music - 2020)
- Najwa Nimri (Mushroom Pillow - 2021)
- André Ekyan et son Orchestre (Odeon - year unknown)